# Edward Seymour (1. książę Somersetu)
Edward Seymour (ur. ok. 1500  – zm. 22 stycznia 1552) – angielski arystokrata, książę Somerset od 1547, Lord Protektor w imieniu swego małoletniego siostrzeńca Edwarda VI w latach 1547-1549, brat królowej Jane Seymour.

## Życiorys

### Pochodzenie
Edward urodził się około 1500. Był najstarszym synem Johna Seymoura i Margery Wentworth, który przeżył dzieciństwo.

### Początki kariery na dworze
Edward oznaczał się wielkim talentem wojskowym; już w 1522 otrzymał tytuł rycerski. Był protegowanym kardynała Wolseya. W 1532 był członkiem świty, która udała się wraz z królem Henrykiem VIII i jego ówczesną kochanką Anną Boleyn do Calais.

### Małżeństwa
Około 1527 poślubił Catherine Fillol. Z tego małżeństwa pochodziło dwóch synów:
- John Seymour (ur. 1527? - zm. 1552)
- Edward Seymour (ur. 1529? - zm. 1593)

Catherine prawdopodobnie miała romans z ojcem Edwarda, Johnem Seymourem. Sprawa wyszła na jaw około 1530. Nie ma pewnych informacji na temat jej dalszych losów, jednak przypuszcza się, że trafiła do klasztoru, gdzie przebywała wraz z synami. Catherine zmarła najprawdopodobniej przed marcem 1535 a jej synowie powrócili pod opiekę ojca.
W marcu 1535 Edward poślubił Anne Stanhope. Tuż po ślubie na jej prośbę Edward odesłał swoich synów.
Ze związku Anne i Edwarda narodziło się 10 dzieci:
- Edward Seymour (ur. 1537 - zm. 1539),
- Anne Seymour (ur. 1538– zm. 1588), która w 1550 poślubiła syna Johna Dudleya,
- Edward Seymour (ur. 1539 – zm. 1621), którego pierwszą żoną była Katarzyna Grey, siostra królowej Jane,
- Henry Seymour (ur. 1540– zm. 1588), mąż Joan Percy
- Margaret Seymour (ur. ok. 1540? - zm. ?), pisarka
- Jane Seymour (ur. 1541 - zm. ok. 1561), dwórka królowej Elżbiety I,
- Catherine Seymour (ur. 1544 - zm. ?)
- Mary Seymour (ur. ok. 1547 - zm. ok. 1570 lub ok. 1620),
- Edward/Thomas Seymour (ur. 1548– zm. 1574),
- Elizabeth Seymour (ur. pomiędzy 1547 a 1552 – zm. 1602), która wyszła za mąż za Richarda Knightleya.

W 1540 Edward przyznał pierwszeństwo dziedziczenia swoim dzieciom z drugiego małżeństwa.

### Szwagier króla
Prawdopodobnie na początku 1536 król Henryk VIII, żonaty od prawie 3 lat z Anną Boleyn, zaczął interesować się siostrą Edwarda, Jane, która była dwórką królowej. Edward ujrzał w tym szansę na awans swój i swojej rodziny. W marcu 1536 został powołany do służby w prywatnej komnacie króla. Rodzina Seymourów była przeciwna Annie Boleyn i popierała córkę Henryka z pierwszego małżeństwa, Marię. Flirt króla z Jane trwał, więc Edward i jego najbliżsi dostrzegli w tym szansę na obalenie nielubianej królowej. Jane za radą rodziny odmówiła królowi zostania jego kochanką sugerując Henrykowi, że zależy jej na małżeństwie.
Anna Boleyn została ścięta 19 maja 1536. 11 dni później odbył się ślub Henryka z siostrą Edwarda, który dzięki temu został wyniesiony do godności para i otrzymał tytuł wicehrabiego Beauchamp.
12 października 1537 Jane urodziła długo wyczekiwanego następcę tronu, Edwarda. Z uwagi na płeć i fakt, że pochodził bezsprzecznie z prawego łoża (dwie poprzednie małżonki króla już nie żyły) chłopiec wyprzedził swoje siostry Marię i Elżbietę w kolejce do tronu.  Kilka dni po narodzinach siostrzeńca Edward uzyskał tytuł hrabiego Hertford. Król został wdowcem 24 października 1537 - Jane zmarła na gorączkę połogową.

### Lord Protektor
28 stycznia 1547 zmarł Henryk VIII. Mimo sześciu małżeństw miał tylko jednego syna zrodzonego ze związku z siostrą Edwarda, Jane. Edward kilka godzin po śmierci monarchy pojechał do zamku Hertford, by przejąć opiekę nad niespełna 10-letnim siostrzeńcem. Edward przez trzy dni utrzymywał w tajemnicy fakt o śmierci króla. 1 lutego 1547 Rada Regencyjna ogłosiła Edwarda jako najstarszego wuja nowego króla Lordem Protektorem, czyli regentem. Henryka VIII pochowano zgodnie z jego życzeniem obok Jane. Wybór miejsca pochówku miał znaczenie symboliczne - odtąd władza w kraju miała należeć do Edwarda i Thomasa Seymourów jako wujów Edwarda VI.
Jeszcze w lutym 1547 Edward otrzymał tytuł księcia Somerset.
Zarówno Edward jak i jego żona mieli dobre relacje ze starszą siostrą króla, Marią.
Edward był skonfliktowany z Thomasem, który zazdrościł mu władzy i wpływu na króla. Thomas został oskarżony o zdradę i skazany na śmierć. Wyrok wykonano 20 marca 1549.

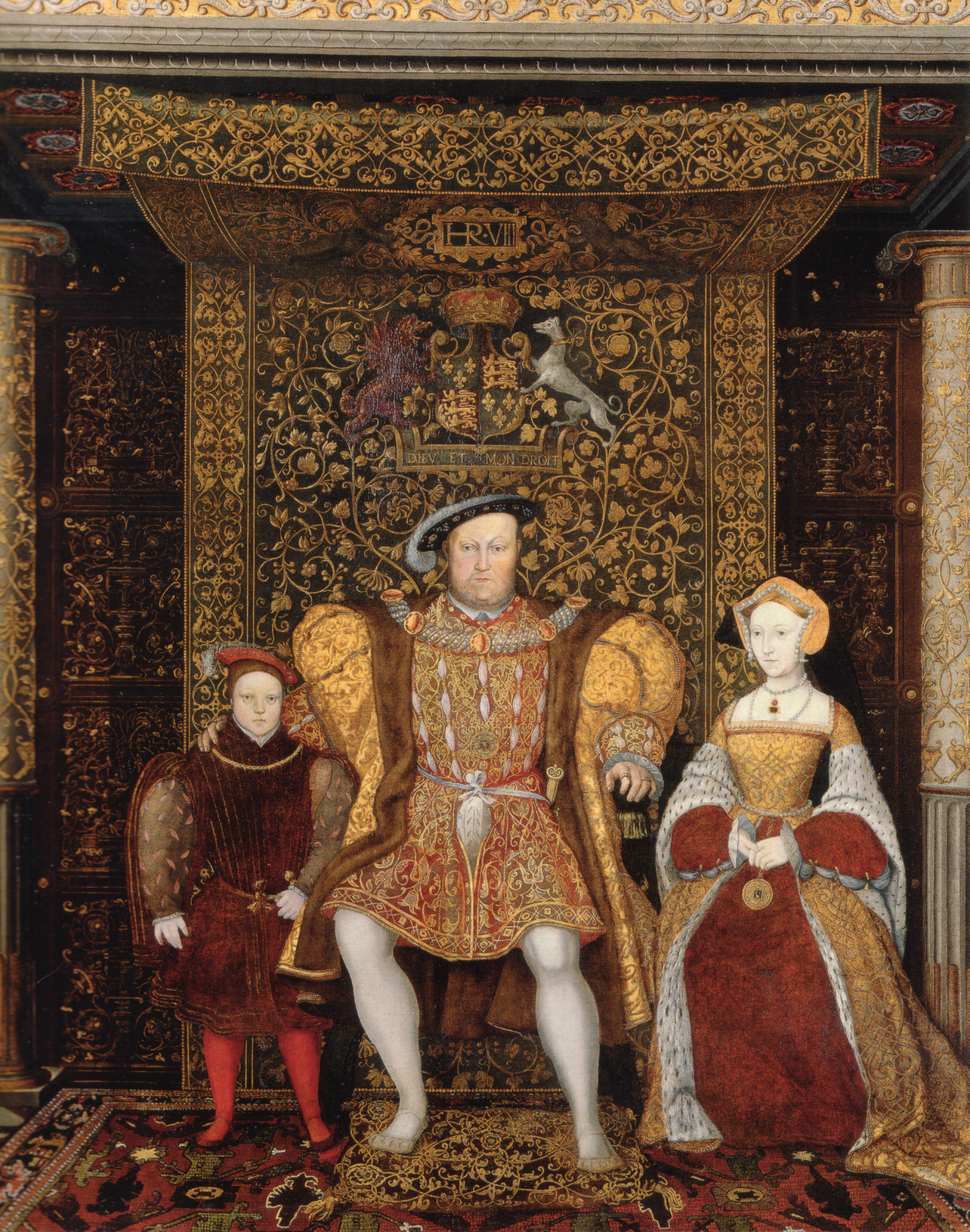
Henryk VIII Tudor z żoną Jane Seymour i synem Edwardem VI. Obraz nie może przedstawiać prawdziwych scen gdyż Jane Seymour zmarła gdy Edward był niemowlęciem.

Edward swoje rządy sprawował w sposób autorytarny; stał się arogancki i wybuchowy. Jeden z jego doradców, William Paget, zaczął przestrzegać księcia przed takim stylem rządzenia. Edward nie posłuchał jego rad. W drugiej połowie 1549 wysłał Johna Dudleya aby stłumił rebelię w Norfolk, czego efektem była śmierć 2000 buntowników.

### Aresztowanie i śmierć
Pod koniec września 1549 John Dudley wraz z innymi członkami Rady Regencyjnej zadecydowali o wycofaniu Edwarda Seymoura ze stanowiska lorda protektora. 14 października 1549 został osadzony w Tower.
W kwietniu 1550 zawarł ugodę z Johnem Dudleyem, do którego po upadku Edwarda należała rzeczywista władza w państwie. Rozejm przypieczętował ślub syna Johna z najstarszą córką Edwarda, Anne. Edward odzyskał wolność, jednak w październiku 1551 ponownie został osadzony w Tower. Został oskarżony o zdradę i skazany na śmierć. Wyrok wykonano 22 stycznia 1552.
Po bezpotomnej śmierci Edwarda VI w 1553 władzę w kraju objęła Maria I Tudor, która uwolniła wdowę po Edwardzie Anne Stanhope. John Dudley próbował zmienić linię sukcesji i wyniósł na tron swoją synową Jane Grey, za co z rozkazu królowej Marii został ścięty w sierpniu 1553. 
Wdowa po Edwardzie wyszła ponownie za mąż i zmarła dopiero w 1587.